# Немиров, Мирослав Маратович
Миросла́в Мара́тович Неми́ров (8 ноября 1961, Ростов-на-Дону, Ростовская область — 21 февраля 2016, Москва) — русский поэт, прозаик и эссеист, деятель актуального искусства.

## Биография
Родился в Ростове-на-Дону. Отец — Марат Иванович Немиров (1936—1988), работал фрезеровщиком на Сельмаше, затем, с начала 1970-х годов, заочно закончил МИНХ, став инженером-нефтяником. Мать — Валентина Сергеевна Самойленко, студентка РИСИ, затем — инженер-строитель.
Работа родителей по нефтегазовым стройкам СССР:
- 1966—1975 гг. — Альметьевск в Татарстане (Якеевское и Ромашкинское нефтяные месторождения, нефтепровод «Дружба» и всё с ним связанное);
- 1975—1979 гг. — Надым, газовое месторождение Медвежье.
- 1979—1980 гг. — Ростов,
- 1980—1986 гг. — Тюмень, Тюменский государственный университет, филологический факультет,
- 1986—1987 гг. — Надым и Новый Уренгой, инженер на строительстве УКПГ-13 Уренгойского газоконденсатного месторождения,
- 1987—1990 гг. — Ростов, Москва, Тюмень, Надым.

С осени 1990 года оседает в Москве. 1998—2015 — город Королёв в Подмосковье. С марта 2015 года — снова Москва.
С 1985 года занимался творческой деятельностью: стихи (1980—2013), панк-рок (1982—1989, Тюмень, Ростов, разные группы, и 2008—2013, Москва, «аРрок через Океан»), проза (1985—2014, «О Тюмени и присущих ей Тюменщиках» и др.), эссеистика («Всё о поэзии» и др.), «современное искусство» («Искусство или смерть») (1987—1990).
Основывал или участвовал в основании многих художественных групп — ИпВ, Искусство или Смерть, Осумбез, аРрок.
Организатор сибирского панка («Инструкция по Выживанию», «Чернозём», «Гражданская Оборона» (автор текстов) и др.): Немировым, Романом Неумоевым и Юрием Шаповаловым был создан Тюменский рок-клуб.
Один из создателей «южнорусского вторжения» в современное искусство (товарищество «Искусство или смерть», куда входят А. Тер-Оганьян, В. Кошляков и др.). А также основатель товарищества мастеров искусств «Осумасшедшевшие Безумцы».
Немиров — оригинальный поэт, ещё со студенческих времён писал стихи, которые не укладывались в рамки концептуализма. Они печатались в журнале «Знамя» и вышли отдельными книгами. Перу Немирова принадлежат многие прозаические книги: «Водка и другие крепкие напитки», «О разнообразных красотках», «А. С. Тер-Оганян. Жизнь, судьба и контемпорари арт». Все они были написаны в виде энциклопедий. Широкой публике стал известен после того, как начал вести рубрику «Всё о поэзии» в сетевом «Русском журнале».
Немиров всегда стремился организовывать вокруг себя литературно-художественную среду, независимую от властей и рыночной конъюнктуры.
В Тюмени эта деятельность была связана с панк-рок-движением: он создал Тюменский рок-клуб, Социально-Музыкальную Формацию «Инструкция по выживанию» и одноимённую рок-группу «Инструкция по выживанию». Один из отцов-основателей и прародителей сибирского рок-движения, так называемой сибирской рок-волны.
Во второй половине 1980-х годов принимал активное участие в создании Ростовского рок-клуба, выпускал совместно с Петром Москвичёвым самиздатовский журнал «Донский бит имени Степана Разина».
В конце 1980-х годов в Ростове-на-Дону совместно с Авдеем Тер-Оганьяном создал Товарищество Художников «Искусство или смерть» (А. Тер-Оганьян, В. Кошляков, Ю. Шабельников, М. Белозор и др.).
В Москве в 1999 году (второй созыв в 2002 году) основал Товарищество Мастеров Искусств «Осумасшедшевшие Безумцы» (В. Емелин, А. Родионов, Д. Данилов, Г. Лукомников, А. Краснов, Ю. Беломлинская, К. Крылов, панк-группа Чернозём, И. Плотников и др.).
Осенью 2008 года создал, совместно с Игорем Плотниковым (при поддержке Юрия Шаповалова и жены Гузели), музыкальную группу «аРрок Через Океан», играющую в новоизобретённом персональном стиле «панкстеп».
Стихи Немирова переведены на английский, немецкий, итальянский, голландский языки и на иврит.
Главное сочинение Немирова — фундаментальная «Большая Тюменская энциклопедия» («О Тюмени и о её тюменщиках»). Цель её: полное и подробное описание города Тюмени в абсолютно всех её аспектах: люди, заводы, троллейбусные остановки, почвы, растения, нравы, обычаи, проблемы, случаи, идеи, настроения умов, и проч. и проч. и проч. + описать абсолютно всё, что имеется в остальной Вселенной — в приложении к городу Тюмени и/или с позиций человека, в ней обитающего: Австралию, Алгебру, жизнь и творчество композитора Алябьева, книгу «Алиса в стране чудес».
Был женат на Гузели Немировой.

### Болезнь и смерть
28 июня 2011 года у Немирова был диагностирован рак почки. Первая операция прошла 13 июля 2011 в МГМУ им. Сеченова. Вторая операция прошла 5 февраля 2016 в РНЦХ им. акад. Б. В. Петровского.
Скончался в Москве 21 февраля 2016 года. Похоронен на кладбище деревни Токарево Люберецкого района Московской области.

## Изобретения
- Первым изобрёл применение в стихах матерных слов и выражений в качестве ритмообразующих частиц[7] (конец 1980-х годов).
- Придумал новый знак препинания «— — —», который означает что-то вроде — «ну, фигля тут объяснять, сами всё понимаете»[8]. Знак также встречается у Бродского. Сам Немиров утверждал, что знак придумал Набоков, а он только лишь начал его использовать очень широко, и в несколько ином смысле[9]. Постоянно использовал троетирие, например, Константин Крылов.

## Художественные движения
- Социально-Музыкальная Формация «Инструкция по Выживанию».
- Товарищество Художников «Искусство или смерть».
- Международное Товарищество мастеров искусств «Осумасшедшевшие Безумцы».

## Премии
- 2013 — Премия «Нонконформизм», номинации «Нонконформизм-судьба», Москва[10](«за громокипящую преданность и беззаветное мужество в служении андеграундному искусству, яркую и авангардную поэзию» Архивная копия от 7 апреля 2014 на Wayback Machine)[6].
- 2008 — Литературная премия им. Ильи Кормильцева, Москва[10] («За верность себе, лингвистическое расширение языкового пространства современной русской поэзии и создание творчески активного пространства вокруг себя»)[11].
- Премия «Тенёта-Ринет», номинация «Системно-монографический сетевой проект» (За Большую Тюменскую Энциклопедию). Рунет, (2000).

## Выставки
- 1988 — «Жупел». Выставочный зал Союза художников на ул. Горького, Ростов-на-Дону;[12][13]
- 1988 — «Провинциальный авангард». Кооперативный туалет «Прогресс» (пер. Газетный — ул. Энгельса), Ростов-на-Дону;[14]
- 1989 — «Италия имеет форму сапога». Выставочный зал Союза художников на Набережной, Ростов-на-Дону;[15]
- 1989 — «Выставка, которая не считается, потому что всё очень плохо». Фойе гостиницы «Юность», Москва.
- 2005 — «Бумажечки» (персональная). Первая Московская биеннале современного искусства. ЦДХ, Москва.

## Дискография
- 1986 — «Инструкция по Выживанию», альбом «Инструкция по Выживанию» (изъята КГБ).
- 1986 — «Инструкция по Выживанию», альбом «Ночной Бит».
- 1990 — «Гражданская оборона», «Инструкция по Выживанию», Омск, «ГрОб-студия». Переиздан на LP в 2013 году.(«Посвящение А. Кручёных», «Рок-н-ролльный фронт», «Товарищ Горбачёв», «Х — - -»).
- 2006 — Мирослав Немиров. «Некоторые стихотворения прочитанные автором для разнообразия в случайном порядке». Читает автор. «GIF.RU».
- 2006 — ОСУМБЕЗ «Стихотворения» ((Шерман, Родионов, Нескажу, Немиров, Емелин, Богомяков)), Москва, «GIF.RU».
- 2010 — «аРрок Через Океан» Архивная копия от 20 октября 2021 на Wayback Machine, «4 фонтана», Конго-Москва, «Немировсаундз».
- 2010 — «аРрок Через Океан» Архивная копия от 20 октября 2021 на Wayback Machine, «Ачоча́! (А кому легко?)», Амстердам-Торонто-Хьюстон-Конго-Москва, «Немировсаундз».
- 2013 — «аРрок Через Океан» Архивная копия от 20 октября 2021 на Wayback Machine, LP (винил) «Хандра», Санкт-Петербург, «Mirumir Music Publishing» Архивная копия от 17 мая 2014 на Wayback Machine.